# Sadhbh
En la mitologia irlandesa, Sadhbh o Sive va ser la mare d'Oisín amb Fionn mac Cumhail. És filla de Bodb Derg, rei del Síd de Munster, o pot derivar en part de Sadb ingen Chuinn, filla de Conn de les Cent Batalles.
La llegenda diu que Sadhbh va ser encantada de prendre la forma d'una daina per rebutjar l'amor de Fer Doirich, el fosc druida dels Homes de Dea (amb el significat de Tuatha Dé Danann). Va mantenir aquesta forma durant tres anys, fins que un servent del Druida Fosc es va apiadar d'ella i li va dir que si posava un peu al dún (fort o castell) de la Fianna d'Irlanda, el druida ja no tindria cap poder sobre ella. Després va viatjar directament a Almhuin (la casa de Fionn) i en Fionn la va trobar mentre anava a caçar. Com que Sadhbh era una humana en forma animal, els gossos de Fionn, Bran i Sceolan, no la van fer mal, ja que ells també havien estat transformats de la seva forma humana original. Al seu retorn a Almhuin, Sadhbh va tornar a ser una bella noia i aviat ella i Fionn es van casar. La Fionn l'estimava tant que va abandonar la caça i tots els altres plaers excepte ella, i ràpidament es va quedar embarassada.
Va ser mentre Fionn estava lluitant contra els víkings que Sadhbh li va ser pres. Una imatge falsa de Fionn i de Bran i Sceolan va aparèixer fora del dún i Sadhbh va córrer cap al seu marit, sense ser conscient del perill que li suposaria. Tan bon punt va arribar la imatge falsa va canviar i va revelar la Fear Doirche, que va treure una vareta feta d'avellaners i la va colpejar, així es va convertir en un cérvol una vegada més.
Fionn va passar set anys buscant Sadhbh, però no va tenir èxit. Al final d'aquests set llargs anys, un nen salvatge va ser trobat al bosc mentre la Fianna caçava. Immediatament, Fionn va reconèixer a la cara del nen alguns dels trets de Sadhbh i es va adonar que estava mirant el seu fill. Es deia Oisín i amb el temps es va fer tan famós com el seu pare en la mitologia irlandesa.